# Kalle Aalto
Kalle Aalto (Halikko, 22 febbraio 1884 – Halikko, 14 dicembre 1950) è stato un politico finlandese.
Ha lavorato come operaio edile e poi come agricoltore. Fu eletto in Parlamento nel collegio della Finlandia sudoccidentale il 16 ottobre 1919 col Partito Socialdemocratico Finlandese. Rimase deputato fino al 1922.